# Isoscelipteron formosense
Isoscelipteron formosense is een insect uit de familie van de Berothidae, die tot de orde netvleugeligen (Neuroptera) behoort. 
Isoscelipteron formosense is voor het eerst wetenschappelijk beschreven door Krüger in 1922.